# 畦町
畦町（あぜまち）は、福岡県福津市の町名・大字。同地を含む上西郷地区または、唐津街道畦町宿周辺の地域の事を指す場合もある。歴史の要所であり、江戸時代に栄えた畦町宿の古い街並みや、築百年を有に超える宿も残っている。又、豊臣秀吉がこの地を訪れたときに水を飲んだとされる「太閤水」の井戸もある。

## 歴史
1642年（寛永19年）：黒田忠之（２代目）の時代に、唐津街道の赤間宿と青柳宿の間に、鳥巣村（とりのすむら）と元木村（もとぎむら）の一部の住民を強制移住させて畦町宿が誕生する。
1800年（寛政12年）：総戸数１１０戸、人数４８２人であったという記録が残っている。
1872年（明治5年）：本陣が撤廃されると同時に畦町宿も廃止された。
1890年（明治23年）：現在の鹿児島本線が開通し畦町宿はかつての賑を更に失った
1889年（明治22年）4月1日 - 宗像郡内殿村、上西郷村、畦町村、本木村、舎利蔵村が合併して村制施行し、上西郷村が設立され、畦町村は廃止された。

## 史跡・名所
- 畦町郡屋（倒壊の危険性が有るとされ2018年（平成30年）に福津市により解体された）
- 須賀神社
- 世界一小さな蚕博物館（蚕籠燻製場）
- ぎゃらりい畦
- あぜのまち絵本美術館
- 護念寺
- 太閤水

## 交通
- ふくつミニバス
- JR鹿児島本線、福間駅・東福間駅